# 蒙河 (湄公河)
蒙河是泰国的一条河流，总长约673千米，发源于呵叻高原，流向为自西向东，并在烏汶府注入湄公河，也是湄公河在泰国境内最长的支流:23。